# Miagolio

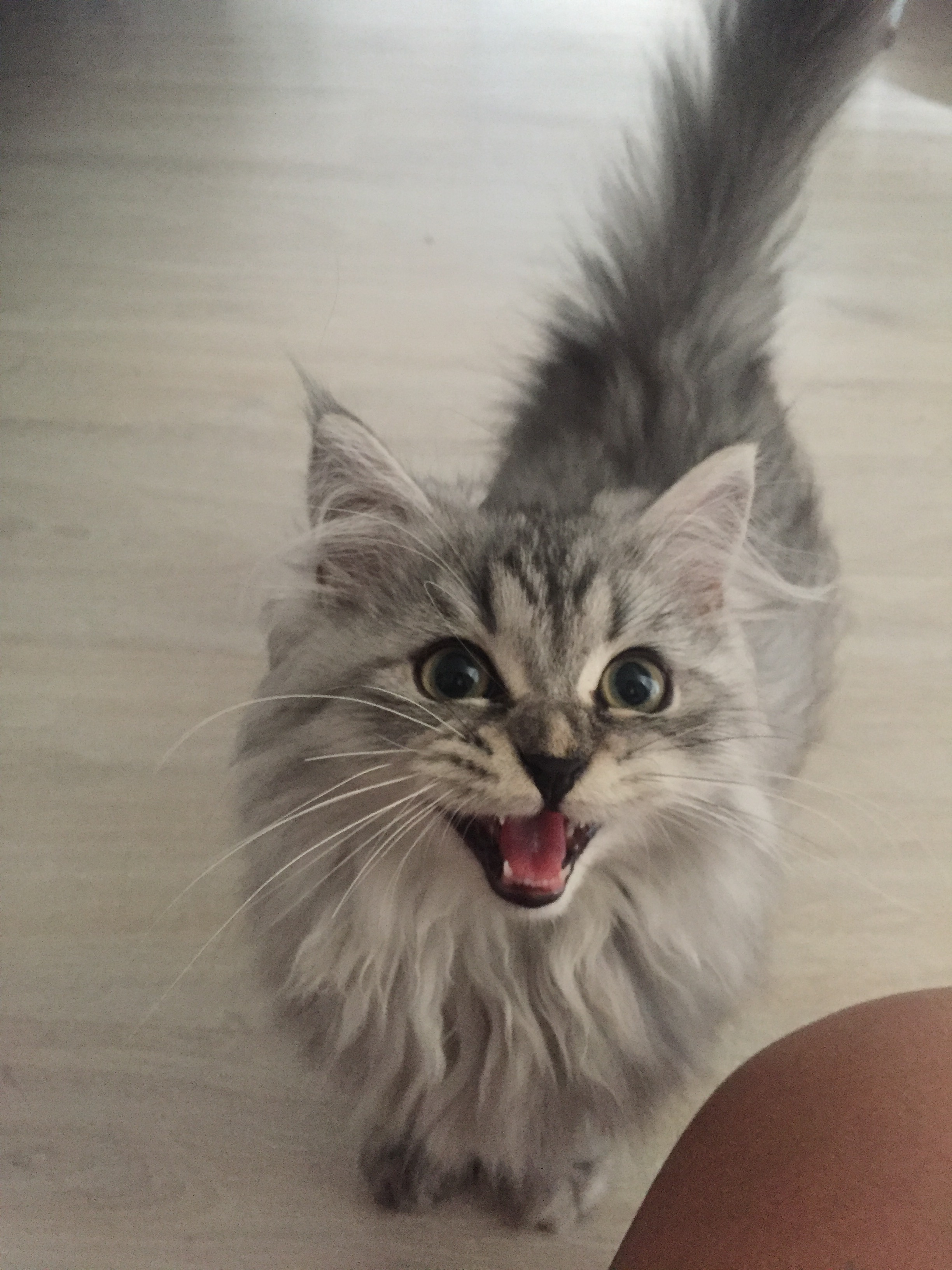
Un gatto che miagola a un essere umano

Il miagolìo è una vocalizzazione emessa dai felini, in particolare dai gatti. La trascrizione onomatopeica in italiano è miao, ed è simile in molte lingue europee e asiatiche.
In natura il miagolio è un comportamento tipico soprattutto dei cuccioli, e i gatti adulti raramente miagolano tra di loro. Il miagolio di un gatto adulto verso un essere umano è generalmente considerato un'estensione post-addomesticamento del miagolio dei gattini, con cui il gatto domestico esprime una richiesta di attenzione.

## Etologia
Il miagolio viene apparentemente utilizzato soprattutto dai cuccioli, per sollecitare l'attenzione della madre. A circa tre o quattro settimane di età i gattini non miagolano quando è presente almeno un compagno di cucciolata, e a quattro o cinque mesi di età i gattini smettono del tutto di miagolare.
Alcune razze, in particolare i siamesi, sono più loquaci di altre. Il gatto miagola spesso e forte quando cerca un compagno. I miagolii vengono emessi prima dalla femmina all'inizio dell'estro, poi durante tutto il periodo dell'accoppiamento, dal maschio e dalla femmina, con molte varianti possibili.
Più raramente, il gatto emette un miagolio debole e a scatti quando è frustrato, ad esempio quando vede una preda fuori portata, come un uccello o un insetto volante. Questo miagolio è spesso accompagnato da schiocchi delle mascelle, talvolta accompagnati da vivaci movimenti della coda, che potrebbero essere paragonati alla nostra espressione "acquolina in bocca".
In presenza degli esseri umani, i gatti utilizzano spesso un registro specifico, che varia a seconda dell'individuo e che sembra in gran parte acquisito. Quindi, secondo il ricercatore John Bradshaw, il gatto può usare una decina di vocalizzazioni a seconda delle circostanze e della situazione. Può così salutare il suo padrone con brevi miagolii, salutare i passanti, chiedere un'azione specifica (come uscire o essere spazzolato), segnalare che ha fame o che soffre.